# Mesènquima

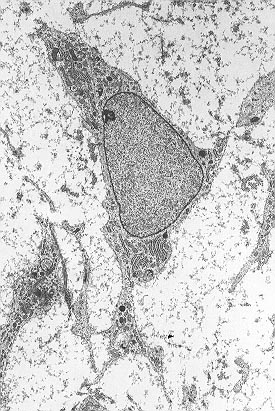
Mesènquima mostrant una cèl·lula mesenquimàtica típica

El mesènquima o teixit mesenquimàtic és un tipus de teixit connectiu laxe indiferenciat que deriva majoritàriament del mesoderma, encara que alguns deriven d'altres capes germinatives; per exemple de les cèl·lules de la cresta neural i, per tant, originades a partir de l'ectoderma. La majoria dels embriòlegs fan servir el terme mesènquima només per aquelles cèl·lules mesenquimàtiques que es desenvolupen a partir del mesoderma.
El mesènquima és el teixit biològic de l'embrió, de teixit conjuntiu laxe amb una abundant matriu extracel·lular, composta per fibres primes i relativament poques cèl·lules.

## Funcions del teixit mesenquimàtic
En té moltes, les principals són:
- Proporcionar suport estructural.
- Servir com un medi d'intercanvi.
- Ajudar en la defensa i protecció del cos.
- Formar un lloc per al dipòsit de greix.

## Tipus de teixit mesenquimàtic
El teixit mesenquimàtic posseeix cèl·lules mare pluripotencials que originen diferents tipus de teixits:
- El teixit connectiu en general i tots els seus tipus.
- El teixit muscular.
- Alguns teixits epitelials (endoteli i mesoteli).

## Ectomesènquima
El tipus cel·lular del ectomesènquima té propietats semblants al mesènquima però amb un origen diferent: procedeix de la cresta neural. Implicada en la formación de teixits durs i tous del cap i del coll i dels arcs branquials.

## Malalties del teixit mesenquimàtic
- Síndrome de Marfan: Trastorn genètic causat per un defecte en la fibrilina.
- Escorbut: Causat per una deficiència en vitamina C, que porta a la malformació del colagen.
- Els càncers que s'originen en els teixits mesenquimatosos s'anomenen sarcoma.